# Malta Air
Malta Air Limited — бюджетная авиакомпания, базирующаяся в Пьете, Мальта. Это дочерняя компания в ирландской Ryanair Holdings PLC и дочерней компанией ирландской авиакомпании Ryanair. Не имеет никаких отношений с Air Malta.

## История
Новая авиакомпания первоначально эксплуатировала шесть бывших самолётов Ryanair. Ryanair планировала передать новой авиакомпании 62 маршрута на Мальту и обратно. Были планы расширить сеть за её пределами. Однако эти планы были пересмотрены в мае 2020 года, когда из-за пандемии COVID-19 было объявлено о сокращении одной трети полного состава 179 пилотов и бортпроводников.

## Маршрутная сеть

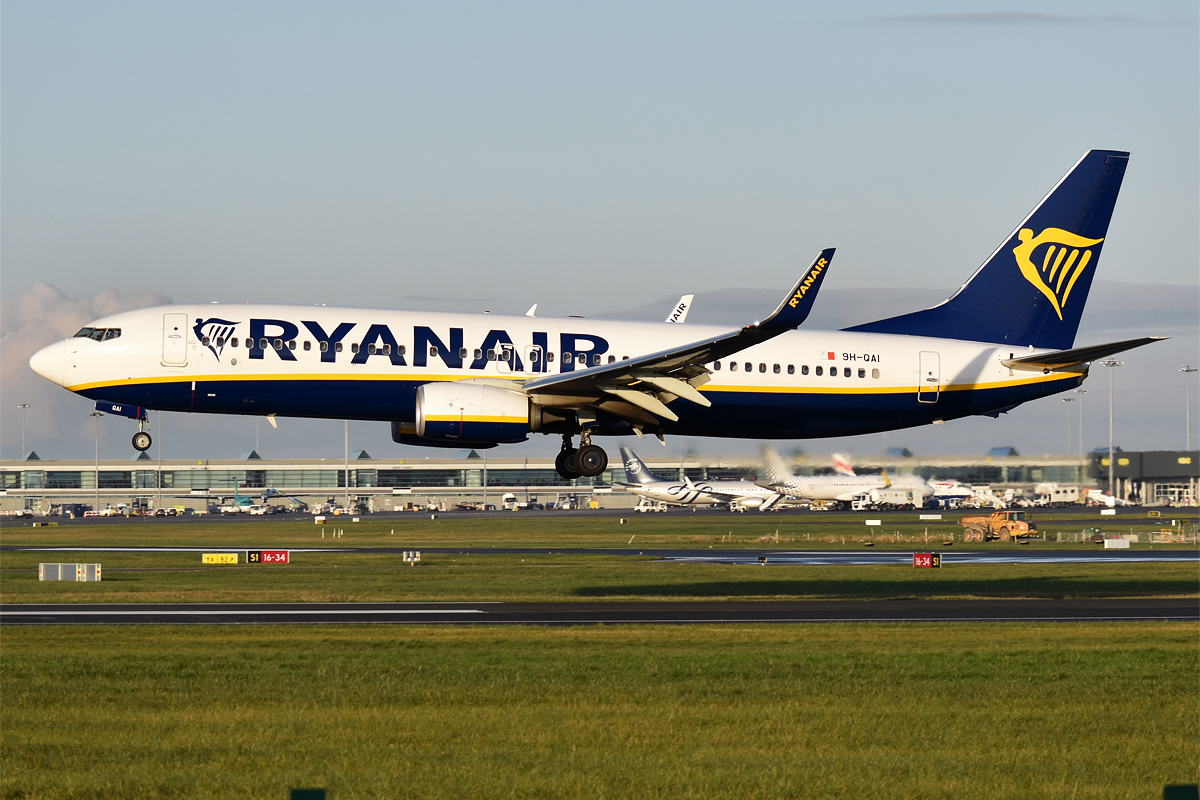
Боинг 737-800 авиакомпании Malta Air в ливрее Ryanair в декабре 2019 г.

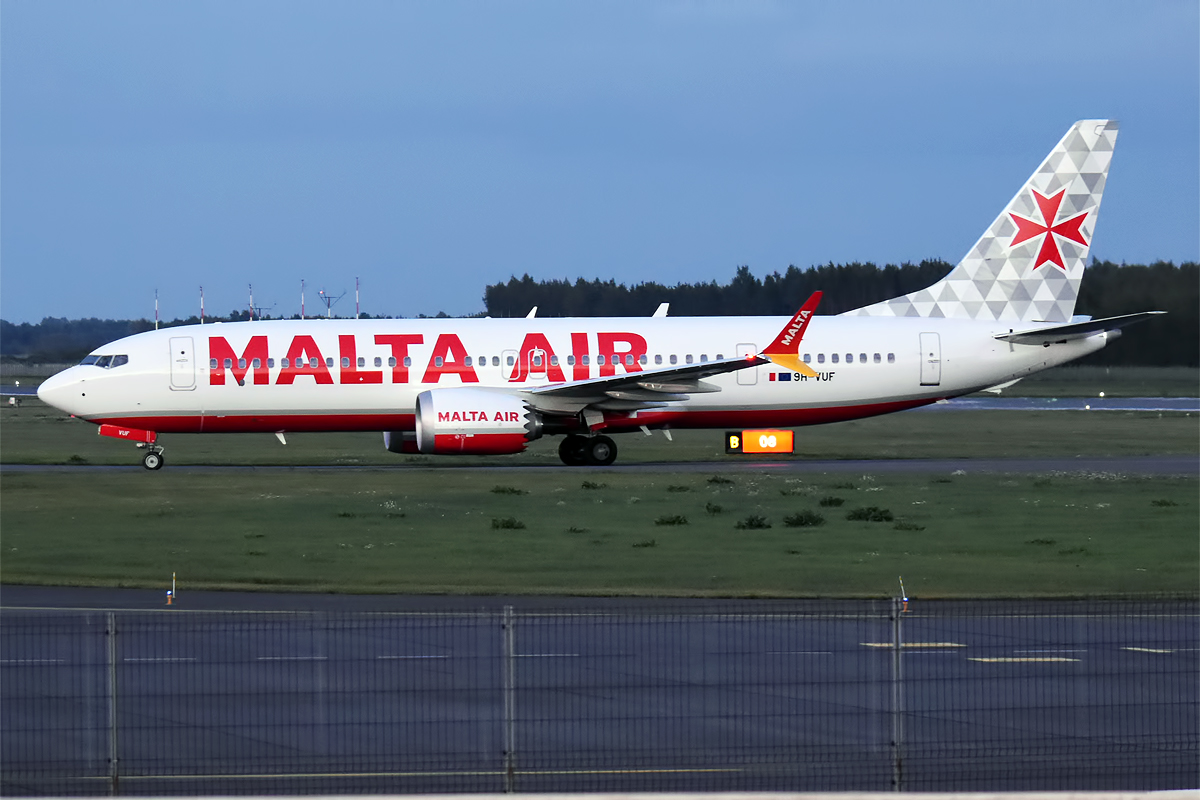
Boeing 737 MAX 200 9H-VUF в августе 2019 г.

Компания планировала запустить 66 маршрутов из своего международного аэропорта Мальты, начиная с 2020 года. В дополнение ко всем прежним маршрутам Ryanair на Мальту и обратно, Malta Air добавила следующие направления: Пафос на Кипре; Бриндизи, Трапани и Триест в Италии; Ниш в Сербии; и Сантьяго-де-Компостела в Испании. Malta Air также планировала выполнять рейсы между Дублином и Веной с 1 апреля 2020 года.

## Флот
По состоянию на май 2021 года, воздушный флот авиакомпании состоит из 120 самолётов Boeing 737 различных модификаций. Из них 113 самолётов эксплуатируются. Ожидается поступление 6 новых Boeing 737.